# Bella Spewack
Pour les articles homonymes, voir Spewack.
Bella Spewack (née le 25 mars 1899 à Bucarest en Roumanie, morte le 27 avril 1990 à New York) est une scénariste et auteur dramatique américaine d'origine roumaine.

## Biographie
Née Bella Cohen à Bucarest, Bella est l'aînée d'une famille de trois enfants. Elle émigre avec sa mère dans le Lower East Side à Manhattan.
Avec son mari Samuel, elle signe de nombreuses pièces, comédies musicales et scénarios de films.
Elle a été nommée pour un Oscar en 1941 pour Mon épouse favorite (My Favorite Wife).

## Scénarios
- 1928 : The War Song
- 1928 : Poppa
- 1932 : Clear All Wires
- 1934 : Spring Song
- 1934 : La Joyeuse Fiancée (The Gay Bride)
- 1935 : Boy Meets Girl
- 1938 : Leave It to Me!
- 1939 : Miss Swan Expects
- 1940 : Mon épouse favorite (My Favorite Wife)
- 1946 : Woman Bits Dog
- 1948 : Kiss Me, Kate (comédie musicale)
- 1949 : Two Blind Mice
- 1950 : The Golden State
- 1953 : My Three Angels
- 1953 : Embrasse-moi, chérie
- 1955 : Festival
- 1961 : Once There Was a Russian
- 1963 : Pousse-toi, chérie (Move Over, Darling)

## Nominations
- Oscars du cinéma 1941 : Oscar de la meilleure histoire originale pour Mon épouse favorite